# (14860) 1989 WD3
1989 دابليو دي 3 (ويعرف أيضًا باسم (14860) 1989 دابليو دي 3 وفق تسمية الكوكب الصغير) (بالإنجليزية: 1989 WD3)‏ هو كويكب ضمن حزام الكويكبات؛ وترتيبه 14860 من حيث الاكتشاف.
اكتُشف هذا الجُرم الفلكي بواسطة Yoshiaki Oshima ‏ في 27 نوفمبر 1989.

## وصلات خارجية
- (14860) 1989 WD3 في قاعدة بيانات مختبر الدفع النفاث لأجرام النظام الشمسي الصغيرة

- الاكتشاف · مخطط المدار ·  العناصر المدارية · المعلمات المادية

- (14860) 1989 WD3 على موقع ويكي سكاي: DSS2, SDSS, GALEX, IRAS, Hydrogen α, X-Ray, Astrophoto, Sky Map, Articles and images